# 国家安全危害罪
国家安全危害罪（こっかあんぜんきがいざい、危害国家安全罪）とは「国家の安全に危害を加える罪」のことである。
この罪は中華人民共和国刑法で反革命罪の名称の変更によって1997年から使用されるようになった。この名称変更は政治基準で有罪か無罪かを判断する段階から中国が一歩前進したのではないかという評価も受けている。